# .su
.su – domena internetowa przypisana do Związku Socjalistycznych Republik Radzieckich. Powstała 19 września 1990 i mimo formalnego rozpadu ZSRR w grudniu 1991, domena jest ciągle używana i nadal rejestrowane są w niej nowe strony, głównie w Rosji.

## Historia
Przed powstaniem radzieckiej domeny w ZSRR istniało tylko kilka stron internetowych, głównie należących do szkół wyższych.
Po 1989 roku w Europie powstał szereg nowych domen internetowych, m.in.: .pl (Polska), .cs (Czechosłowacja), .yu (Jugosławia) i .dd (NRD). Wśród nich była również domena dla ZSRR – .su. Początkowo (zanim standardem stało się używanie dwuliterowych domen) Związek Radziecki miał otrzymać domenę .ussr. Domena .su została wymyślona przez 19-letniego wówczas fińskiego studenta Petri Ojala. 26 grudnia 1991 państwo to formalnie przestało istnieć i poszczególne republiki uzyskały niepodległość, co powinno spowodować, że domena również powinna wygasnąć, jak to się stało w przypadku innych domen np. NRD lub Czechosłowacji. Do 1993 nie przypisano domeny dla Rosji. Z tego względu jako państwowej nadal używano domeny radzieckiej. W 1993 roku powstała domena .ru, która powinna zastąpić ostatecznie domenę .su (domeny pozostałych republik powstały w różnym czasie w połowie lat 90. XX wieku, jednakże poza Rosją domena .su występuje w małym stopniu). Domena miała zostać wycofana przez ICANN, jednakże na wniosek rosyjskiego rządu oraz rosyjskich internautów została zachowana.

## Używanie
Domena przeznaczona była dla instytucji radzieckich oraz firm działających na terenie ZSRR. Obecnie, mimo formalnego upadku państwa i przejęciu jej roli przez domeny republik, które uzyskały niepodległość, jest wciąż używana. Najwięcej stron z domeną .su rejestrowanych jest w Rosji oraz Stanach Zjednoczonych. Według danych RU center 11 maja 2010 roku było zarejestrowanych ponad 93 500 stron z domeną .su (stron z domeną .ru jest ponad 2,8 mln). Wśród instytucji wykorzystujących tę domenę jest między innymi rosyjska partia Nasi, z którą związani są prezydent i premier Federacji Rosyjskiej. Ponadto domena używana jest również przez firmy podszywające się pod światowe koncerny, takie jak Microsoft, Apple czy Ford, które to jednak swoje rosyjskie strony mają zarejestrowane w domenie .ru.